# Фунай (княжество)

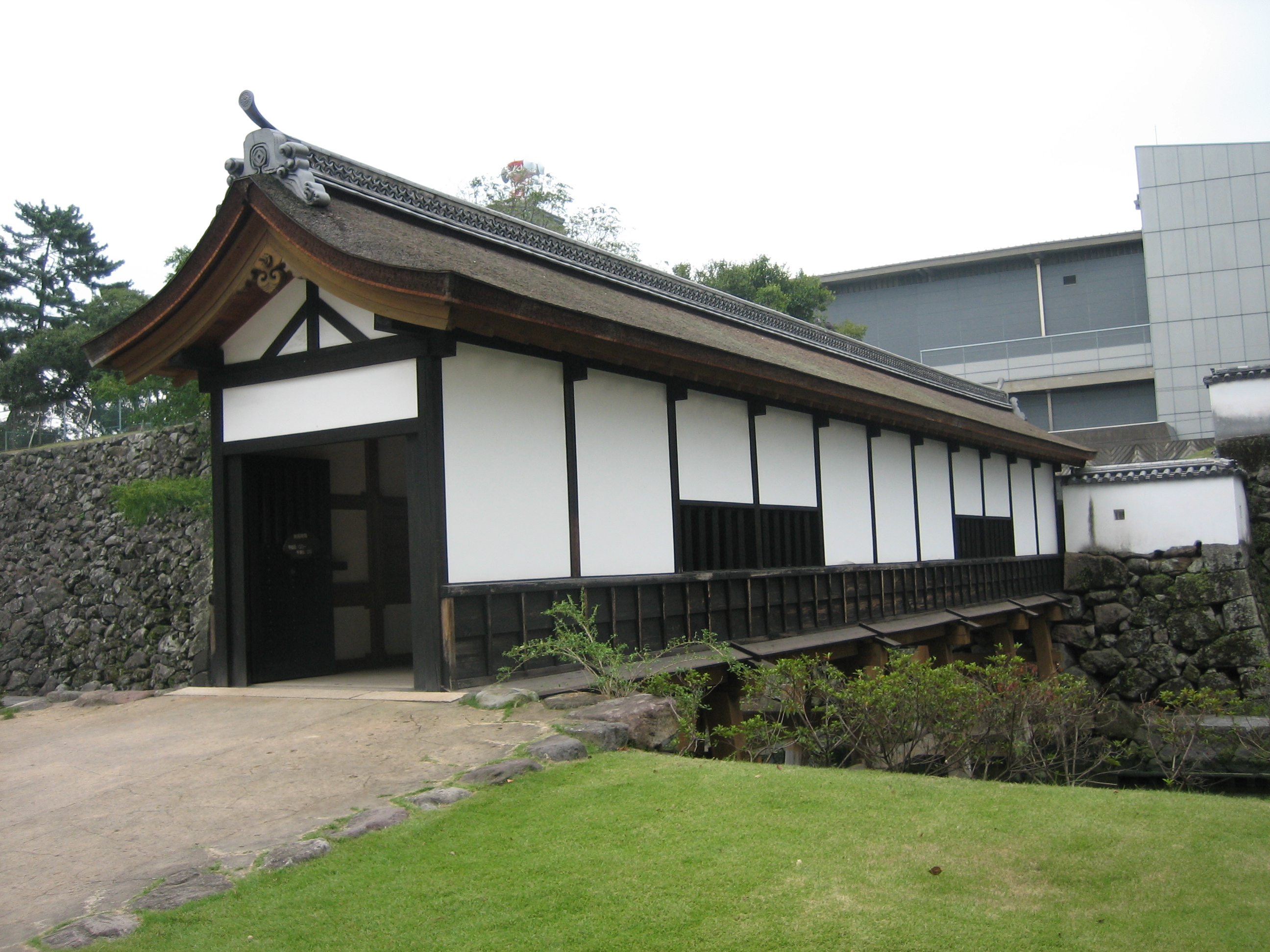
Мост в замок Фунай, столицу княжества

Княжество Фунай (яп. 府内藩 Фунай-хан) — феодальное княжество (хан) в Японии периода Эдо (1601—1871), в провинции Бунго региона Сайкайдо на острове Кюсю (современная префектура Оита).

## Краткая история
Административный центр княжества: город Мито.
Доход хана:
- 1601—1656 годы — 20 000 коку риса
- 1656—1871 годы — 21 000 коку риса

Первоначально замок Фунай принадлежал самурайскому роду Отомо. Последний владелец Отомо Ёсимунэ (1558—1610) лишился своего домена, который был конфискован по приказу Тоётоми Хидэёси.
Княжество Фунай образовалось в 1601 году. Его первым правителем стал Такэнака Сигэтоси (1562—1615), который получил во владение от Токугава Иэясу замок Фунай и окрестные земли с доходом 20 000 коку риса. В 1615 году ему наследовал старший сын Такэнака Сигэёси (ум. 1634), который совершил ритуальное самоубийство вместе со своим сыном.
В 1634-1656 годах княжеством владел Хинэно Ёсиакира (1587—1656), бывший правитель Мибу-хана (провинция Симоцукэ). В 1656 году он скончался, не оставив после себя наследника.
В 1658-1871 годах Фунай-хан принадлежал роду Мацудайра (линия Огю), боковой ветви династии Токугава. В 1658 году первым правителем хана стал Мацудайра Тадааки (1617—1693), ранее владевший Такамацу-ханом в провинции Бунго. Его потомки управляли княжеством вплоть до 1871 года.
Фунай-хан был ликвидирован в 1871 году.

## Правители княжества
- Род Такэнака, 1601—1634 (тодзама-даймё)

| № | Имя               | Имя      | Годы правления | Годы жизни  | Примечания                               |
| - | ----------------- | -------- | -------------- | ----------- | ---------------------------------------- |
| 1 | Такэнака Сигэтоси | 竹中重利 | 1601 — 1615    | 1562 — 1615 | Старший сын Такэнаки Сигэмицу            |
| 2 | Такэнака Сигэёси  | 竹中重義 | 1615 — 1634    | ? — 1634    | Старший сын и преемник Такэнаки Сигэтоси |

- Род Хинэно, 1634—1656 (тодзама-даймё)

| № | Имя             | Имя        | Годы правления | Годы жизни  | Примечания                 |
| - | --------------- | ---------- | -------------- | ----------- | -------------------------- |
| 1 | Хинэно Ёсиакира | 日根野吉明 | 1634 — 1656    | 1587 — 1656 | Старший сын Хинэно Такаёси |

- Род Мацудайра (род Огю), 1658—1871 (фудай-даймё)

| №  | Имя                 | Имя      | Годы правления | Годы жизни  | Примечания                                                    |
| -- | ------------------- | -------- | -------------- | ----------- | ------------------------------------------------------------- |
| 1  | Мацудайра Тадааки   | 松平忠昭 | 1658 — 1676    | 1617 — 1693 | Второй сын Мацудайры Нарисигэ                                 |
| 2  | Мацудайра Тиканобу  | 松平近陳 | 1676 — 1705    | 1638 — 1720 | Старший сын Мацудайры Тадааки                                 |
| 3  | Мацудайра Тикаёси   | 松平近禎 | 1705 — 1725    | 1665 — 1725 | Второй сын Мацудайры Тиканобу                                 |
| 4  | Мацудайра Тикасада  | 松平近貞 | 1725 — 1745    | 1689 — 1757 | Второй сын Миякэ Ясуо, усыновлён Мацудайрой Тикаёси           |
| 5  | Мацудайра Тиканори  | 松平近形 | 1745 — 1770    | 1723 — 1773 | Старший сын и преемник Мацудайры Тикасады                     |
| 6  | Мацудайра Тикатомо  | 松平近儔 | 1770 — 1804    | 1754 — 1840 | Старший сын Мацудайры Тиканори                                |
| 7  | Мацудайра Тикаёси   | 松平近義 | 1804 — 1807    | 1770 — 1807 | Второй сын Мацудайры Тиканори                                 |
| 8  | Мацудайцра Тикакуни | 松平近訓 | 1807 — 1831    | 1799 — 1852 | Второй сын Мацудайры Тикатомо                                 |
| 9  | Мацудайра Тиканобу  | 松平近信 | 1831 — 1841    | 1804 — 1841 | Второй сын Маэды Тосицуё, усыновлён Мацудайрой Тикакуни       |
| 10 | Мацудайра Тикаёси   | 松平近説 | 1841 — 1871    | 1829 — 1886 | Седьмой сын Мацудайры Саданаги, усыновлён Мацудайрой Тиканобу |